# NGC 2509
NGC 2509 est un amas ouvert, très âgé situé dans la constellation de la Poupe. Il a été découvert par l'astronome germano-britannique William Herschel en 1783.
NGC 2509 est à environ 912 pc (∼2 970 al) du système solaire et les dernières estimations donnent un âge de 7,9 milliard d'années, ce qui est assez étonnant. La taille apparente de l'amas est de 12 minutes d'arc, ce qui, compte tenu de la distance, donne une taille réelle maximale d'environ 10 années-lumière. 

Selon la classification des amas ouverts de Robert Trumpler, cet amas renferme moins de 50 étoiles (lettre 9) dont la concentration est moyenne (II) et dont les magnitudes se répartissent sur un petit intervalle (le chiffre 1).